# Разные острова
Ра́зные острова — группа из двух островов в центральной части архипелага Северная Земля (Россия). Административно относятся к Таймырскому Долгано-Ненецкому району Красноярского края.
Расположены в центральной части пролива Красной Армии в километре к востоку от мыса Ожиданий на северном побережье острова Октябрьской Революции.
Состоят из двух островов: большего (около 1,7 километра в длину и до 650 метров в ширину) и меньшего (около 600 метров в длину и 250 метров в ширину). Наивысшая точка большего острова — 11 метров, на меньшем существенных возвышенностей нет. Оба острова покрыты каменистыми россыпями. Озёр и рек нет. Расстояние между островами — около 500 метров. Отдельных названий не имеют.